# Vallées-d'Antraigues-Asperjoc
Vallées-d'Antraigues-Asperjoc es una comuna francesa situada en el departamento de Ardèche, en la región de Auvernia-Ródano-Alpes.

## Historia
Fue creada el 1 de enero de 2019 como una comuna nueva, en aplicación de una resolución del prefecto de Ardèche del 29 de octubre de 2018 con la unión de las comunas de Antraigues-sur-Volane y Asperjoc, pasando a estar el ayuntamiento en la antigua comuna de Antraigues-sur-Volane.